# Олимп (Мала Азия)
Вижте пояснителната страница за други значения на Олимп.
Улудаг или Олимп (на турски: Uludağ, „висока планина“) е планина в Мала Азия, в Северозападна Турция, вилает Бурса. Планината се намира на територията на историческа Мизия, поради което е известна като Мизийския Олимп. Простира се от запад на изток на протежение около 80 km, най-високата ѝ точка е връх Улудаг (Малък Олимп, 2543 m). Склоновете ѝ са изградени предимно от гранити, гнайси и кристалинни шисти, а билните части – от мрамори. Има следи от древни заледявания (кари, морени и др.) и заравнени повърхности, т.нар. пенеплени. Склоновете ѝ са покрити с кестенови, букови и иглолистни гори, а над 2000 m – храсталаци и пасища. В планината е създаден националният парк „Улудаг“, който се намира на 22 km южно от Бурса. Планината предлага добри условия за ски и излети.
В исторически план малоазийският Олимп се свързва с манастира „Полихрон“, където свети Константин-Кирил Философ създава глаголицата.